# 푸아 마가시바
푸아 마가시바(Pua Magasiva, 1980년 8월 10일 ~ 2019년 5월 11일)는 미국의 배우였다.

## 어린 시절
1980년 사모아에서 태어났다. 그는 2살때부터 뉴질랜드의 웰링턴 지역에서 성장했다. 배우인 형의 영향을 받아 1999년부터 배우 활동을 시작했으며 2003년 파워레인저 닌자스톰에서 레드 윈드 레인저인 셰인 클라크 역으로 출연했다. 파워레인저 닌자스톰 이후에는 뉴질랜드를 거점으로 계속 배우로서 활동했으며, 현지에서 쇼트랜드 스트리드 드라마의 간호사 역으로도 유명해졌다. 2017년 1월에는 사고 차량에서 인명 구조를 한 사실이 알려지기도 했다.

## 사망
2019년 5월 11일 웰링턴에서 숨진채로 발견되었다. 미국 위키에 따르면 충격적이게도 아내 엘리자베스와 딸에게 지속적으로, 그것도 아내가 무려 3번이나 뇌진탕을 일으킬 정도로 폭행을 가했다고한다. 결국 2019년 4월 26일 유죄 판결을 받아 70시간 사회봉사, 6개월의 감시를 받게 되었는데, 15일 후인 5월 11일 웰링턴의 호텔에서 결국 자살하고 말았다. 아내의 증언에 따르면 그가 사망한 후에바로 당일마저도 술을 마시고 아내를 폭행했다. 이것으로 미국의 파워레인저 중 레드레인저의 배우가 2명이나 범죄자가 되었다. 그나마 파워레인저 와일드포스의 리카르도의 경우는 우발적이었으며, 본인도 겸허히 잘못을 인정하는 모습을 보였다. 비록 실형을 피할 수는 없었지만 정당방위 또한 참작되어 감형 과정에 더해젔으니 나중에 사회활동에 어느 정도 복귀할 수는 있을 텐데 이쪽은 그 질이 다르다 하겠다.

## 영화
- 사모안 웨딩
- 써티 데이즈 오브 나이트

## TV 출연
- 쇼트랜드 스트리트
- 아웃레이저스 포춘